# Rebelião de An Lushan
A Rebelião de An Lushan (chinês tradicional: 安祿山之亂, chinês simplificado: 安禄山之乱, pinyin: Ān Lùshān zhī luàn) foi uma rebelião militar acontecida na China durante a dinastia Tang, de 756 a 763. Também é conhecida como Rebelião An Shi ou ainda "Rebelião Tianbao" (天寶之亂).
Em chinês, o termo Rebelião de An Lushan é utilizado frequentemente para o momento inicial da rebelião, pois An Lushan faleceu em 757, assassinado pelo seu próprio filho An Qingshu, continuando a rebelião,sendo liderada por Shi Siming, sendo este quem assassinou An Qingshu. Assim, o nome chinês mais habitual para a rebelião completa é Rebelião de An Shi (安史之亂, 安史之乱, Ām Shǐ zhī luàn), unindo os sobrenomes dos dois líderes. Também é conhecida como a Rebelião de Tianbao (天寶之亂, 天宝之乱, Tiānbǎo zhī luàn), por ter começado no 14º ano da era de Tianbao, segundo a cronologia tradicional chinesa.
A rebelião abarcou o reinado de três imperadores. O primeiro, Xuanzong, teve que abandonar com a sua corte a capital Chang'an e fugiu para Sichuan. Durante a fuga, os seus militares exigiram que ordenasse matar a famosa concubina Yang Guifei e o primo desta, Yang Guozhong.
O imperador Suzong, filho de Xuanzong, foi proclamado imperador pelo exército e os eunucos da corte itinerante enquanto outro grupo de oficiais locais e ilustrados confucianos proclamaram outro príncipe em Jinling (atual Nanjing).
A rebelião foi suprimida durante o reinado de Daizong pelos generais Guo Ziyi (郭子儀) e Li Guangbi (李光弼). Apesar de resultar vitoriosa, a dinastia Tang ficou fortemente enfraquecida, vendo-se afetada em anos sucessivos pelo crescente poder dos chefes militares.